# Chopper Squad
Chopper Squad è una serie televisiva australiana in 26 episodi andati in onda per la prima volta nel corso di due stagioni dal 1977 al 1979 sulla rete TEN. Ai 26 episodi totali va aggiunto un episodio pilota trasmesso il 19 ottobre 1977. La serie può essere considerata un remake della serie statunitense Chopper One andata in onda sulla rete ABC nel 1974.

## Trama
Una squadra di salvataggio in elicottero è alle prese con numerosi casi di emergenza, sia a terra che in mare aperto. L'elicottero, quando non è in volo, è stazionato su una base nei pressi dei moli di Sydney. Nel primo episodio la Surf Rescue Service è alle prese con un incendio boschivo. I casi possono essere molteplici anche per un singolo episodio. Nel secondo episodio il team di soccorso è impegnato su più fronti: un paracadutista è rimasto impigliato in un albero, un uomo in acqua resta bloccato in una corrente di ritorno, un uomo con il figlio restano intrappolati su una parete rocciosa e a tutto questo si aggiunge l'esplosione di un motoscafo con un sacco pieno di soldi che poi tutti cercano di acciuffare. Nell'uutlimo episodio della prima stagione muore Roly.
Nella seconda stagione nel cast della serie non è più presente, oltre al citato Roly, la dottoressa Batie, partita per la Nuova Guinea. Il team continua nelle sue operazioni salvataggio ma è anche coinvolto in azioni di polizia. Nel settimo episodio uno psicopatico uccide una ragazza in bikini; nel penultimo episodio (il dodicesimo) devono inseguire un rapinatore di banca mentre nell'ultimo episodio Phil salva una ragazza presa di mira da un killer. Non mancano, in questo secondo ciclo, incendi, esplosioni di motoscafi e barche in avaria al largo..

## Personaggi
- Jebbie Best (27 episodi, 1977-1979), interpretato da Dennis Grosvenor.
- Barry Drummond (27 episodi, 1977-1979), interpretato da Robert Coleby.
- Phil Trayle (27 episodi, 1977-1979), interpretato da Eric Oldfield.
- Roly (14 episodi, 1977-1978), interpretato da Graham Rouse.
- Dr. Georgie Batie (13 episodi, 1978), interpretata da Jeanie Drynan.
- Dr. Edward Allen (6 episodi, 1978), interpretato da Noel Trevarthen.
- Sue (6 episodi, 1978), interpretata da Suzanne Church.
- Rodney Coombes (5 episodi, 1978), interpretato da Willie Fennell.
- Derek Price (3 episodi, 1978-1979), interpretato da Tom Richards.

## Episodi
| Stagione         | Episodi | Prima TV originale |
| ---------------- | ------- | ------------------ |
| Prima stagione   | 13      | 1977-1978          |
| Seconda stagione | 13      | 1978-1979          |